# De Witt Island
De Witt Island är en ö i Australien. Den ligger i delstaten Tasmanien, i den sydöstra delen av landet, omkring 110 kilometer sydväst om delstatshuvudstaden Hobart. Arean är 5,4 kvadratkilometer. Den sträcker sig 2,3 kilometer i nord-sydlig riktning, och 3,4 kilometer i öst-västlig riktning.
Genomsnittlig årsnederbörd är 2 008 millimeter. Den regnigaste månaden är juli, med i genomsnitt 245 mm nederbörd, och den torraste är februari, med 85 mm nederbörd.